# Nysa (planetka)
(44) Nysa je planetka nacházející se v hlavním pásu asteroidů. Její průměr činí asi 71 km. Byla objevena 27. května 1857 německo-francouzským astronomem H. Goldschmidtem.